# The Carrie Diaries
The Carrie Diaries är en TV-serie från 2013 baserad på en bok med samma namn skriven av Candace Bushnell. Karaktären Carrie i TV-serien föreställer Carrie Bradshaw, vars vuxna liv gestaltas i det amerikanska tv-bolaget HBOs TV-serie  Sex and the City. Serien finns i två säsonger. 

## Medverkande
- AnnaSophia Robb -  Carrie Bradshaw
- Austin Butler -  Sebastian Kydd
- Ellen Wong -  Jill "Mouse" Chen
- Katie Findlay - Maggie Landers
- Stefania Owen - Dorrit Bradshaw
- Brendan Dooling - Walter "Walt" Reynolds
- Chloe Bridges - Donna LaDonna
- Freema Agyeman - Larissa Loughlin
- Matt Letscher - Tom Bradshaw
- Lindsey Gort - Samantha Jones
- Jake Robinson -  Bennet Wilcox
- Chris Wood -  Adam Weaver
- Josh Salatin -  Simon Byrnes